# Jonquières, Oise
Jonquières är en kommun i departementet Oise i regionen Hauts-de-France i norra Frankrike. Kommunen ligger i kantonen Compiègne-Sud-Ouest som tillhör arrondissementet Compiègne. År 2022 hade Jonquières 600 invånare.

## Befolkningsutveckling
Antalet invånare i kommunen Jonquières
| Referens: INSEE |